# Nienaszów
Nienaszów ist ein Dorf der Gmina Nowy Żmigród im Powiat Jasielski in der Woiwodschaft Karpatenvorland in Polen.

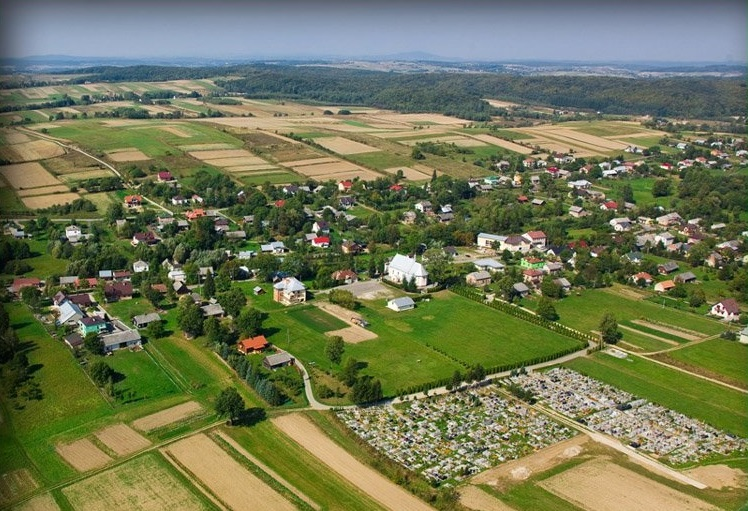
Überblick auf das Dorf

## Geographie
Der Ort liegt im Sanoker Flachland. Die Nachbarorte sind Poraj und Faliszówka im Norden, Kobylany und Sulistrowa im Südosten, Grabnina, Siedliska Żmigrodzkie und Makowiska im Süden, sowie Sadki im Westen.

## Geschichte
Das ritterliche Dorf wurde wahrscheinlich im frühen 14. Jahrhundert nach deutschem Recht von einem Nienasz gegründet. Zwischen den Jahren 1327 bis 1347 wurde die erste Pfarrei in einer Holzkirche errichtet. 1421 verpfändete der Dorfbesitzer Jan von Nienaszów eine Hälfte des Dorfs an Gotard, was nach einigen Quellen die erste urkundliche Erwähnung von Nienaszów war.
Der Ort gehörte zunächst zum Königreich Polen (ab 1569 in der Adelsrepublik Polen-Litauen zur Woiwodschaft Krakau, Kreis Biecz). Die Ortskirche wurde in der Zeit der Reformation unter die Familie Chomentowski um 1595 zu einem arianischen Bethaus geändert, d. h. der Polnischen Brüder. Der römisch-katholische Priester wurde von örtlichen Bauern unterhalten. Ab 1618/1619 war die Ortskirche wieder katholisch.
Bei der Ersten Teilung Polens kam Nienaszów 1772 zum neuen Königreich Galizien und Lodomerien des habsburgischen Kaiserreichs (ab 1804). Nach der Aufhebung der Patrimonialherrschaften bildete es eine Gemeinde im Bezirk Jasło. 1889 wurde die neue gemauerte Kirche eingeweiht.

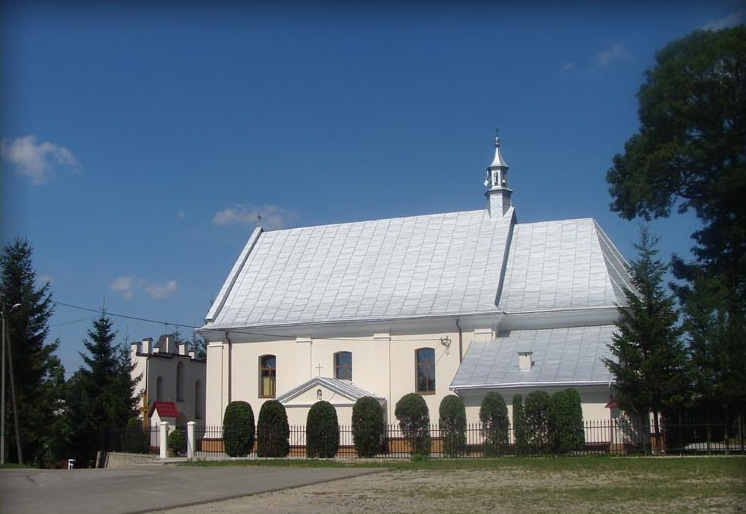
Kirche in Nienaszów

1918, nach dem Ende des Ersten Weltkriegs und dem Zusammenbruch der k.u.k. Monarchie, kam Nienaszów zu Polen. Unterbrochen wurde dies nur durch die Besetzung Polens durch die Wehrmacht im Zweiten Weltkrieg. Schon am 9. September 1939 wurde das Dorf von deutschen Besatzern durch Gewalt „befriedet“ und zehn Bewohner wurden erschossen. 1944 wurde das Dorf zwangsweise ausgesiedelt, um die Abwehr gegen Sowjetunion vorzubereiten. Fünf widerspenstige Familien (22 Personen) wurden getötet. Beim Durchzug der Kriegsfront bewährten sich nur die Kirche und das Pfarrhaus.
Von 1975 bis 1998 gehörte Nienaszów zur Woiwodschaft Krosno.